# Campionati tedeschi di sci alpino 2009
I Campionati tedeschi di sci alpino 2009 si sono svolti a Garmisch-Partenkirchen, Oberjoch e Pitztal (in Austria) dal 19 al 28 marzo. Il programma ha incluso gare di discesa libera, supergigante, slalom gigante, slalom speciale e supercombinata, tutte sia maschili sia femminili.
Trattandosi di competizioni valide anche ai fini del punteggio FIS, vi hanno partecipato anche sciatori di altre federazioni, senza che questo consentisse loro di concorrere al titolo nazionale tedesco.

## Risultati

### Uomini

#### Discesa libera
| Pos. | Atleta                | Nazione  | Tempo   |
| ---- | --------------------- | -------- | ------- |
| 1    | Felix Neureuther      | Germania | 1:30,42 |
| 2    | Hannes Wagner         | Germania | 1:30,73 |
| 3    | Tobias Stechert       | Germania | 1:31,22 |
| 4    | Stephan Keppler       | Germania | 1:31,30 |
| 5    | Andreas Strodl        | Germania | 1:31,39 |
| 6    | Josef Ferstl          | Germania | 1:32,42 |
| 7    | Peter Strodl          | Germania | 1:32,73 |
| 8    | Marvin Ackermann      | Germania | 1:33,61 |
| 9    | Christian Steinbacher | Germania | 1:33,85 |
| 10   | Andreas Sander        | Germania | 1:33,97 |

Data: 23 marzo

Località: Pitztal

#### Supergigante
| Pos. | Atleta              | Nazione  | Tempo   |
| ---- | ------------------- | -------- | ------- |
| 1    | Elmar Hofer         | Italia   | 1:09,05 |
| 2    | Hannes Wagner       | Germania | 1:09,23 |
| 3    | Peter Strodl        | Germania | 1:09,29 |
| 4    | Benjamin Pölzgutter | Austria  | 1:09,41 |
| 5    | Christian Walder    | Austria  | 1:09,57 |
| 6    | Tobias Stechert     | Germania | 1:09,68 |
| 7    | Felix Neureuther    | Germania | 1:09,72 |
| 8    | Florian Scheiber    | Austria  | 1:09,74 |
| 9    | Otmar Striedinger   | Austria  | 1:09,75 |
| 10   | Timo Brüderl        | Germania | 1:09,75 |

Data: 28 marzo

Località: Garmisch-Partenkirchen

#### Slalom gigante
| Pos. | Atleta              | Nazione     | Tempo   |
| ---- | ------------------- | ----------- | ------- |
| 1    | Felix Neureuther    | Germania    | 2:10,58 |
| 2    | Peter Strodl        | Germania    | 2:11,81 |
| 3    | Kryštof Krýzl       | Rep. Ceca   | 2:11,85 |
| 4    | Fredrik Nordh       | Svezia      | 2:11,91 |
| 5    | Fritz Dopfer        | Germania    | 2:12,36 |
| 6    | Wolfgang Hörl       | Austria     | 2:12,55 |
| 7    | Philipp Schmid      | Germania    | 2:12,85 |
| 8    | Benedikt Staubitzer | Germania    | 2:13,03 |
| 9    | Andrew Noble        | Regno Unito | 2:13,09 |
| 10   | Stephan Keppler     | Germania    | 2:13,34 |

Data: 22 marzo

Località: Oberjoch

#### Slalom speciale
| Pos. | Atleta         | Nazione     | Tempo   |
| ---- | -------------- | ----------- | ------- |
| 1    | Filip Trejbal  | Rep. Ceca   | 1:40,06 |
| 1    | Urs Imboden    | Moldavia    | 1:40,06 |
| 3    | Naoki Yuasa    | Giappone    | 1:40,17 |
| 4    | Fritz Dopfer   | Germania    | 1:41,05 |
| 5    | Stefan Kogler  | Germania    | 1:41,87 |
| 6    | Jens Byggmark  | Svezia      | 1:41,93 |
| 7    | Noel Baxter    | Regno Unito | 1:42,21 |
| 8    | Philipp Schmid | Germania    | 1:42,24 |
| 9    | Anže Mravlja   | Slovenia    | 1:42,84 |
| 10   | Dave Ryding    | Regno Unito | 1:43,33 |

Data: 21 marzo

Località: Oberjoch

#### Supercombinata
| Pos. | Atleta                | Nazione  | Tempo   |
| ---- | --------------------- | -------- | ------- |
| 1    | Aronne Pieruz         | Italia   | 1:35,85 |
| 2    | Patrick Schweiger     | Austria  | 1:35,95 |
| 3    | Christian Steinbacher | Germania | 1:36,13 |
| 4    | Josef Frank           | Germania | 1:36,15 |
| 5    | Stephan Keppler       | Germania | 1:36,30 |
| 6    | Andreas Strodl        | Germania | 1:36,30 |
| 7    | Otmar Striedinger     | Austria  | 1:36,38 |
| 7    | Hannes Wagner         | Germania | 1:36,38 |
| 9    | Jonas Tippelreither   | Austria  | 1:36,44 |
| 10   | Josef Ferstl          | Germania | 1:36,48 |

Data: 28 marzo

Località: Garmisch-Partenkirchen

### Donne

#### Discesa libera
| Pos. | Atleta           | Nazione  | Tempo   |
| ---- | ---------------- | -------- | ------- |
| 1    | Lena Dürr        | Germania | 1:35,29 |
| 2    | Isabelle Stiepel | Germania | 1:36,38 |
| 3    | Ricarda Kraus    | Germania | 1:37,02 |
| 4    | Susanne Riesch   | Germania | 1:37,85 |
| 5    | Michaela Wenig   | Germania | 1:38,23 |
| 6    | Marianne Mair    | Germania | 1:38,51 |
| 7    | Christina Geiger | Germania | 1:38,71 |
| 8    | Simona Hösl      | Germania | 1:38,99 |
| 9    | Nina Perner      | Germania | 1:39,19 |
| 10   | Katja Klingeisen | Germania | 1:39,31 |

Data: 23 marzo

Località: Pitztal

#### Supergigante
| Pos. | Atleta            | Nazione  | Tempo   |
| ---- | ----------------- | -------- | ------- |
| 1    | Fanny Chmelar     | Germania | 1:10,24 |
| 2    | Lena Dürr         | Germania | 1:11,21 |
| 3    | Isabelle Stiepel  | Germania | 1:11,67 |
| 4    | Susanne Riesch    | Germania | 1:11,71 |
| 5    | Alexandra Coletti | Monaco   | 1:11,88 |
| 6    | Raphaela Hartl    | Germania | 1:12,48 |
| 7    | Veronique Hronek  | Germania | 1:12,48 |
| 8    | Christina Geiger  | Germania | 1:12,71 |
| 9    | Nina Perner       | Germania | 1:12,74 |
| 10   | Katja Klingeisen  | Germania | 1:13,01 |

Data: 28 marzo

Località: Garmisch-Partenkirchen

#### Slalom gigante
| Pos. | Atleta           | Nazione       | Tempo   |
| ---- | ---------------- | ------------- | ------- |
| 1    | Kathrin Hölzl    | Germania      | 2:25,33 |
| 2    | Nina Perner      | Germania      | 2:26,24 |
| 3    | Tina Weirather   | Liechtenstein | 2:26,67 |
| 4    | Anna Fenninger   | Austria       | 2:27,15 |
| 5    | Fanny Chmelar    | Germania      | 2:27,35 |
| 6    | Frida Hansdotter | Svezia        | 2:27,39 |
| 7    | Lena Dürr        | Germania      | 2:27,53 |
| 8    | Susanne Riesch   | Germania      | 2:27,73 |
| 9    | Therese Borssén  | Svezia        | 2:27,81 |
| 10   | Maria Riesch     | Germania      | 2:28,56 |

Data: 20 marzo

Località: Oberjoch

#### Salom speciale
| Pos. | Atleta           | Nazione  | Tempo   |
| ---- | ---------------- | -------- | ------- |
| 1    | Fanny Chmelar    | Germania | 1:53,13 |
| 2    | Christina Geiger | Germania | 1:54,02 |
| 3    | Katrin Triendl   | Austria  | 1:54,83 |
| 4    | Kathrin Hölzl    | Germania | 1:54,87 |
| 5    | Mizue Hoshi      | Giappone | 1:55,48 |
| 6    | Barbara Wirth    | Germania | 1:56,38 |
| 7    | Lena Dürr        | Germania | 1:56,82 |
| 8    | Michelle Morik   | Austria  | 1:56,88 |
| 9    | Mami Sekizuka    | Giappone | 1:57,54 |
| 10   | Barbara Prantl   | Austria  | 1:59,07 |

Data: 21 marzo

Località: Oberjoch

#### Supercombinata
| Pos. | Atleta            | Nazione  | Tempo   |
| ---- | ----------------- | -------- | ------- |
| 1    | Fanny Chmelar     | Germania | 1:38,10 |
| 2    | Susanne Riesch    | Germania | 1:39,09 |
| 3    | Lena Dürr         | Germania | 1:39,17 |
| 4    | Nina Perner       | Germania | 1:40,01 |
| 5    | Christina Geiger  | Germania | 1:40,11 |
| 6    | Veronique Hronek  | Germania | 1:40,47 |
| 7    | Isabelle Stiepel  | Germania | 1:40,48 |
| 8    | Monica Hübner     | Germania | 1:41,00 |
| 9    | Marianne Mair     | Germania | 1:41,08 |
| 10   | Alexandra Coletti | Monaco   | 1:41,52 |

Data: 28 marzo

Località: Garmisch-Partenkirchen